# Qatar TotalEnergies Open 2024
Qatar TotalEnergies Open 2024 byl tenisový turnaj hraný na ženském profesionálním okruhu WTA Tour v Mezinárodním komplexu chalífy. Dvacátý druhý ročník Qatar Ladies Open probíhal mezi 11. a 17. únorem 2024 v katarském hlavním městě Dauhá na tvrdém povrchu Plexicushion.
Turnaj dotovaný 3 211 715 dolary byl trvale povýšen do desetídílné kategorie WTA 1000, kterou v sezóně zahájil. Nejvýše nasazenou singlistkou se stala světová jednička Iga Świąteková. Jako poslední přímá účastnice do dvouhry nastoupila 46. hráčka žebříčku Anastasija Pavljučenkovová. Z pozice nejstarší hráčky do dvouhry zasáhla 36letá Tatjana Mariová. Podruhé ve 21. století postoupily do singlového čtvrtfinále turnaje WTA jen grandslamové finalistky. Poprvé se tak stalo na Qatar Open 2013.
V důsledku invaze Ruska na Ukrajinu na konci února 2022 řídící organizace tenisu ATP, WTA a ITF s grandslamy rozhodly, že ruští a běloruští tenisté mohli dále na okruzích startovat, ale do odvolání nikoli pod vlajkami Ruska a Běloruska.
Osmnáctý singlový titul na okruhu WTA Tour a sedmý v kategorii WTA 1000 vybojovala Polka Iga Świąteková. Stala se tak první hráčkou na okruhu od triumfu Sereny Williamsové na Miami Open 2013–2015, která vyhrála tři ročníky jediného turnaje v řadě. Podruhé v kariéře si z jediné události odvezla třetí trofej; poprvé se tak stalo na French Open. Z katarského turnaje odjela s 23setovou neporazitelností a celkovou bilancí zápasů 13–1. Čtyřhru ovládl nizozemsko-brazilský pár Demi Schuursová a Luisa Stefaniová, jehož členky odehrály po Australian Open 2024 druhý společný turnaj.

## Rozdělení bodů a finančních odměn

### Rozdělení bodů
| Soutěž  | Soutěž       | vítězky | finalistky | semifinalistky | čtvrtfinalistky | 16 v kole | 32 v kole | 64 v kole | Q  | Q2 | Q1 |
| ------- | ------------ | ------- | ---------- | -------------- | --------------- | --------- | --------- | --------- | -- | -- | -- |
| dvouhra | [ 3 ] [ 11 ] | 1000    | 650        | 390            | 215             | 120       | 65        | 10        | 30 | 20 | 2  |
| čtyřhra | [ 12 ]       | 1000    | 650        | 390            | 215             | 120       | 10        | —         | —  | —  | —  |

### Finanční odměny
| Soutěž                              | Soutěž       | vítězky   | finalistky | semifinalistky | čtvrtfinalistky | 16 v kole | 32 v kole | 64 v kole | Q2      | Q1      |
| ----------------------------------- | ------------ | --------- | ---------- | -------------- | --------------- | --------- | --------- | --------- | ------- | ------- |
| dvouhra                             | [ 3 ] [ 11 ] | 523 485 $ | 308 320 $  | 158 944 $      | 72 965 $        | 36 454 $  | 20 650 $  | 14 800 $  | 8 800 $ | 4 610 $ |
| čtyřhra                             | [ 12 ]       | 154 160 $ | 86 710 $   | 46 570 $       | 24 090 $        | 13 650 $  | 9 100 $   | —         | —       | —       |
| částka ve čtyřhře je uvedena na pár |              |           |            |                |                 |           |           |           |         |         |

## Ženská dvouhra

### Nasazení
| Stát                         | Hráčka                   | WTA | Nasazení |
| ---------------------------- | ------------------------ | --- | -------- |
| Polsko                       | Iga Świąteková           | 1.  | 1.       |
| USA                          | Coco Gauffová            | 3.  | 2.       |
| Kazachstán                   | Jelena Rybakinová        | 5.  | 3.       |
| Tunisko                      | Ons Džabúrová            | 6.  | 4.       |
| Čína                         | Čeng Čchin-wen           | 7.  | 5.       |
| Česko                        | Markéta Vondroušová      | 8.  | 6.       |
| Řecko                        | Maria Sakkariová         | 9.  | 7.       |
| Lotyšsko                     | Jeļena Ostapenková       | 11. | 8.       |
| Česko                        | Barbora Krejčíková       | 12. | 9.       |
| Brazílie                     | Beatriz Haddad Maiová    | 13. | 10.      |
|                              | Darja Kasatkinová        | 14. | 11.      |
|                              | Ljudmila Samsonovová     | 15. | 12.      |
|                              | Veronika Kuděrmetovová   | 16. | 13.      |
|                              | Jekatěrina Alexandrovová | 19. | 14.      |
| Francie                      | Caroline Garciaová       | 21. | 15.      |
| USA                          | Emma Navarrová           | 23. | 16.      |
| Žebříček WTA k 5. únoru 2024 |                          |     |          |

### Jiné formy účasti
Následující hráčky obdržely divokou kartu do hlavní soutěže:
- Paula Badosová
- Anna Kalinská
- Emma Raducanuová
- Zeynep Sönmezová[2]

Následující hráčka nastoupila pod žebříčkovou ochranou:
- Naomi Ósakaová

Následující hráčky postupily z kvalifikace:
- Erika Andrejevová
- Danielle Collinsová
- Magdalena Fręchová
- Nao Hibinová
- Ashlyn Kruegerová
- Greet Minnenová
- Bernarda Peraová
- Diana Šnajderová

Následující hráčky postupily z kvalifikace jako šťastné poražené:
- Viktorija Tomovová
- Martina Trevisanová

### Odhlášení
před zahájením turnaje
- Barbora Krejčíková → nahradila ji  Martina Trevisanová
- Karolína Muchová → nahradila ji  Linda Nosková
- Jessica Pegulaová → nahradila ji  Kateřina Siniaková
- Aryna Sabalenková → nahradila ji  Peyton Stearnsová
- Elina Svitolinová → nahradila ji  Viktorija Tomovová

## Ženská čtyřhra

### Nasazení
| Stát                                                                     | Hráčka                      | Stát        | Hráčka             | WTA | Nasazení |
| ------------------------------------------------------------------------ | --------------------------- | ----------- | ------------------ | --- | -------- |
| Čínská Tchaj-pej                                                         | Sie Šu-wej                  | Belgie      | Elise Mertensová   | 3.  | 1.       |
| Kanada                                                                   | Gabriela Dabrowská          | Nový Zéland | Erin Routliffeová  | 11  | 2        |
| USA                                                                      | Nicole Melichar-Martinezová | Austrálie   | Ellen Perezová     | 23. | 3.       |
| Česko                                                                    | Barbora Krejčíková          | Německo     | Laura Siegemundová | 29. | 4.       |
| Nizozemsko                                                               | Demi Schuursová             | Brazílie    | Luisa Stefaniová   | 29. | 5.       |
| Ukrajina                                                                 | Ljudmyla Kičenoková         | Lotyšsko    | Jeļena Ostapenková | 33. | 6.       |
| Austrálie                                                                | Storm Hunterová             | USA         | Alycia Parksová    | 35. | 7.       |
| Čínská Tchaj-pej                                                         | Čan Chao-čching             | Mexiko      | Giuliana Olmosová  | 46. | 8.       |
| Žebříček WTA k 5. únoru 2024; číslo je součtem umístění obou členek páru |                             |             |                    |     |          |

### Jiné formy účasti
Následující pár obdržel divokou kartu:
- Mubaraka Al-Naimiová /  İpek Özová

Následující pár nastoupil z pozice náhradníka:
- Tereza Mihalíková /  Linda Nosková

### Odhlášení
před zahájením turnaje
- Barbora Krejčíková /  Laura Siegemundová → nahradily je  Tereza Mihalíková /  Linda Nosková

## Přehled finále

### Ženská dvouhra
- Iga Świąteková vs.  Jelena Rybakinová, 7–6(10–8), 6–2

### Ženská čtyřhra
- Demi Schuursová /  Luisa Stefaniová vs.  Caroline Dolehideová /  Desirae Krawczyková, 6–4, 6–2